# Водла
Во́дла — река в России, на юго-востоке Карелии, в Пудожском районе. Около истока, между притоками Нетома и Черева, течёт по границе с Плесецким районом Архангельской области.

## Общие сведения
Образуется при слиянии двух вытекающих из Водлозера рек — Сухой Водлы и Вамы (35 и 20 км соответственно), впадает в Онежское озеро. Среднемноголетний расход воды — 140 м³/с. Высота истока — 85,6 м над уровнем моря. Уклон реки — 0,7 м/км.
Длина реки — 149 км, площадь водосборного бассейна — 13 700 км².
По другим данным, по общему протяжению река Водла занимает первое место среди всех рек Карелии. Её длина 401 км. Водлозеро — самый большой водоем южной Карелии, площадь 367,7 км².
Водла известна очень давно, как звено древнего торгового пути от Великого Новгорода через реку Онегу к Белому морю. Она упоминается в наиболее старинных дошедших до нас документах, начиная с XI века. Водла упоминается среди сравнительно немногих рек Карелии в «Книге Большому чертежу».
По Водле новгородцы выходили к Белому морю и на реку Северная Двина. Водопад Падун, находящийся в 138 км от устья Водлы, служил препятствием для судов, и его приходилось обходить волоком. Кроме Падуна, на Водле насчитывается более 20 порогов.

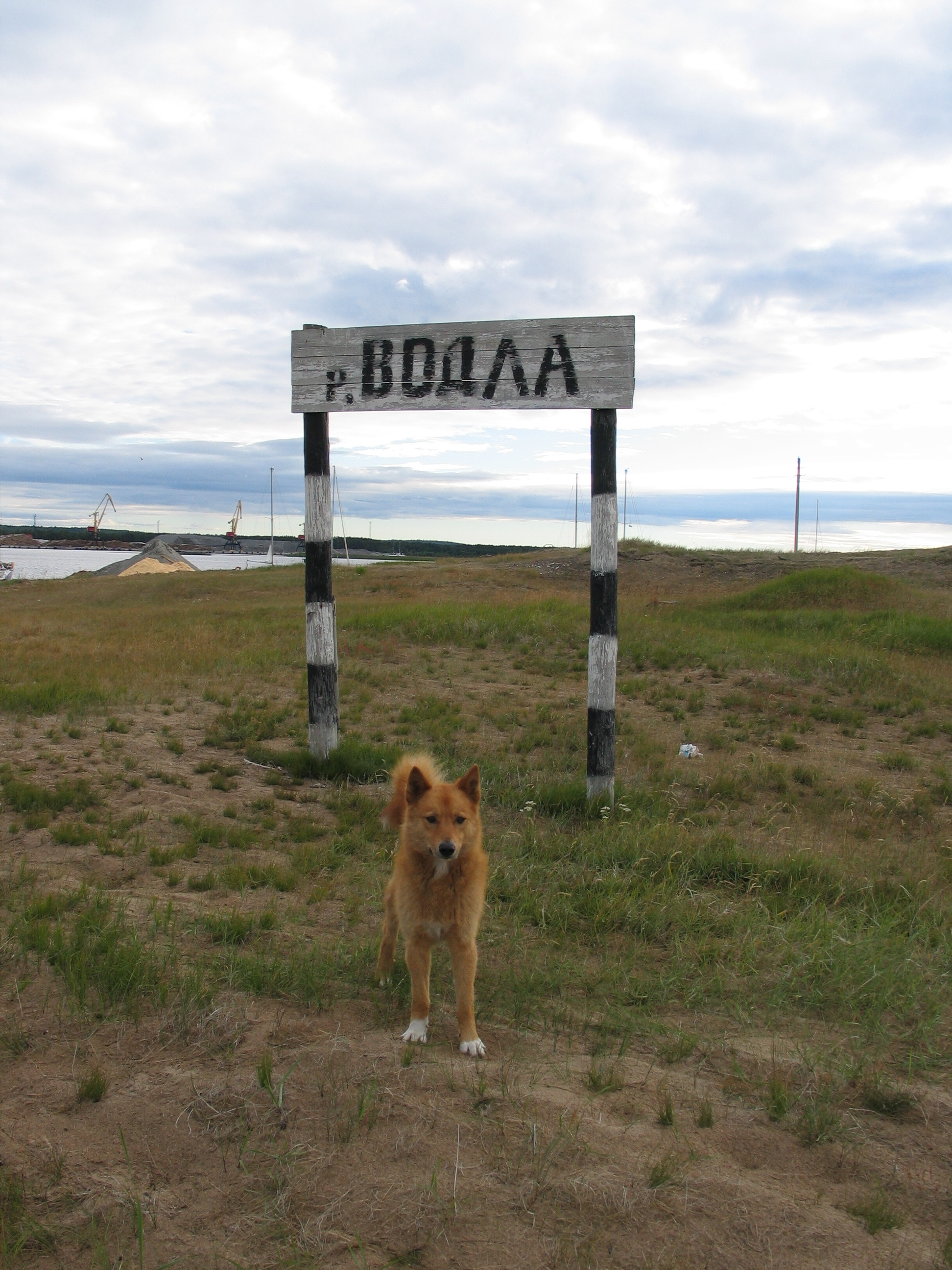
Щит с наименованием в устье реки

Южнее устья Водлы находится мыс Бесов Нос, давший название большой группе широко известных Онежских петроглифов, а в 30 км выше по течению — исторический город Пудож.
Водла частично судоходна (от устья Шалы до Подпорожья). С 1880-х имелось и пассажирское движение, от Вознесенья до Подпорожья ходил пароход «Геркулес». В 1920—1940 годы из Петрозаводска до Подпорожья ходили пароходы Северо-Западного речного пароходства — «Бебель», «Володарский», «Роза Люксембург», «Чапаев», «Урицкий», в 1950-х годах «Вересаев», в 1960—1980-х годах «Ладога» Беломорско-Онежского пароходства.
В 1930 годы на линии Подпорожье-Шала ходил пароход «Ямбург» (имевший позднейшие переименования в «Безбожник» и «Лесной»). С 1956 года на этой линии теплоход «Москвич-171» типа «Москвич». С 1971 по 1984 года действовала скоростная линия Стеклянное — Подпорожье на судне «Заря-123» типа «Заря».
В Шале действовала переправа Стеклянное — Лесозавод через реку. Ходили в 1960-х годах небольшие катера МРБ-375, «Лещ», МРБ20/4, МРБ-881. С 1978 по 1996 год ходил автомобильный паром СП-41 (продан в 1998 году), буксир БК-60.

## Бассейн

### Притоки
(км от устья)
- 5 км: Шалица (правый)
  - Ялганда
  - Ялганда
  - Выраручей
  - Сума-Шальская
  - Гавгручей
- 28 км: Луганда (левый)
- 37 км: Рагнукса (правый)
  - Большая Велмукса
    - Велмукса

  - Шундукса
- 58 км: Ченеж (левый)
- 66 км: Ялгонд (левый)
- Кулгала (правый)
- 78 км: Сомба (левый)
  - Юнга
  - Лавручей
  - Карнач
  - Отовожа
  - Саража
- 84 км: Сума (правый)
  - Верхний Рогой
  - Нижний Рогой
  - Пудра
- 87 км: Лейбушка (правый)
- 91 км: Поршта (левый)
  - Сюзик
- 92 км: Нинручей (левый)
- 98 км: Часторучей (правый)
- 99 км: Пихручей (правый)
- 103 км: Колода (левый)
  - Майморучей
  - Нижняя Конданьзя
  - Виксеньга
    - Хабаньзя

  - Паланга
  - Калма
    - Корьречка
- 114 км: Нига (правый)
- 116 км: Пизьма (левый)
  - Корба
    - Верхняя Корба
- 135 км: Кумбаса (левый)
  - Ронжа
  - Гузеньга
  - Ендрика
    - Матсара
      - Палручей
- 136 км: Лепручей (правый)
- 143 км: Черева (левый)
  - Черевский
- 147 км: Нетома (левый)
  - Черча
  - Корза
    - Лебедиха

  - Шойкаполда
  - Макаровка
- 149 км: Вама (правая составляющая)
  - Нижняя Чепша
  - Ильвама
    - Кеда
- 149 км: Сухая Водла (левая составляющая)
  - Верхняя Пеза
  - Чиргама
  - Ламбуда
  - Шошта

### Озёра
- Большое Шардозеро (бассейн Ильвамы)
- Кедозеро (исток Кеды)
- Чепшозеро (протекает Нижняя Чепша)
- Шойнозеро (бассейн Нетомы)
- Великое (исток Корзы)
- Кумбасозеро (исток Кумбасы и впадают Гузеньга и Ендрика)
- Тергозеро (исток Гузеньги)
- Святозеро (бассейн Кумбасы)
- Пелусозеро (бассейн Пизьмы)
- Корбозеро (протекает река Корба)
- Сяргозеро (бассейн Пизьмы)
- Святое (бассейн Пизьмы)
- Салмозеро (исток Пизьмы)
- Нигозеро (исток Ниги)
- Большое Лебяжье (бассейн Колоды)
- Палозеро (бассейн Колоды)
- Саргозеро (бассейн Колоды)
- Наглимозеро (бассейн Колоды)
- Хабозеро (бассейн Колоды)
- Колодозеро (бассейн Колоды, исток Виксеньги)
- Чергозеро (бассейн Колоды)
- Сумозеро (исток Сумы)
- Рогозеро (исток Нижнего Рогоя)
- Отовозеро (исток Отовожи)
- Юнгозеро (исток Юнги)
- Панезеро (бассейн Водлы)
- Аганозеро (бассейн Рагнугсы)
- Рагнозеро (исток Рагнугсы)
- Сямозеро (бассейн Гавгручья)
- Шалозеро (исток Шалицы)
- Копполозеро (протекает Шалица)
- Рындозеро (бассейн Шалицы)
- Тягозеро (протекает Шалица)
- Купецкое (протекает Шалица)
- Шальское (протекает Шалица)
- Большое Киндожское (бассейн Шалицы)

## Топографические карты
- Лист карты P-37-XIII,XIV Водла. Масштаб: 1 : 200 000. Указать дату выпуска/состояния местности.